# Casona fundacional de la Estancia Alto Río Cisnes
La Casona Fundacional Estancia Alto Río Cisnes se ubica en la Comuna de Lago Verde, en la Provincia de Coyhaique, Región de Aisén del General Carlos Ibañez del Campo. Fue declarada monumento nacional en la categoría de monumento histórico a través del Decreto núm. 413 promulgado el 3 de noviembre de 2009 por el Ministerio de Educación.

## Antecedentes históricos
El contexto en que se construye la Casona Fundacional Estancia Alto Río Cisnes, es la culminación de una serie de procesos. Lo anterior, se debe a que con el Laudo arbitral de 1902 se establecen las fronteras en la zona austral de Chile y Argentina. Posteriormente, el Estado chileno, intenciona la entrega de grandes extensiones de terreno, a modo de concesión a empresas ganaderas, con la condición de que estas, desarrollaran las potencialidades productivas de la región. Entre las grandes concesiones entregadas, destacan principalmente tres, la Sociedad Industrial de Aysén (SIA) que se estableció en los valles de Aysén, Simpson y Mañihuales. Esta, fue la más exitosa de las empresas, ya que, aparte de crear caminos entre las instalaciones, creó una ruta comercial entre Puerto Aysén y Puerto Montt. Casi en paralelo, pero en la zona del Río Cisnes, se establece la Anglo-Chilean Pastoral Company, cuyo éxito solo fue relativo. También, pero más al sur, se instaló la Sociedad Explotadora del Baker, la cual debido a la complejidad del terreno y otras dificultades, quebró al poco tiempo.
En efecto, en 1903 el gobierno otorga permiso para ocupar los terrenos a Joaquín Rodríguez Bravo y Antonio Allende, quienes traspasan los derechos a un grupo de capitalistas británicos, los cuales, en 1904 constituyen la Anglo-Chilean Pastoral Company, así, comienza a levantarse la infraestructura inicial ( viviendas, galpón de esquila, baños y corrales) para la crianza y explotación de ganado lanar, el cual era traído desde Argentina, además de caballares y vacunos. La responsabilidad pionera presumiblemente la tuvo D.H. Brand, de quien se sabe que en 1906 se desempeñaba como administrador. El abastecimiento de la estancia se realizaba por el territorio argentino, al igual que el despacho de su producción. En tanto que las comunicaciones, se realizaron inicialmente utilizándose la estación telegráfica de la localidad de Buen Pasto. Durante los años siguientes, la estancia logró cierta fama debido a la calidad de su producción, y en cuanto la administración, ya había sido tomada por Angus Mac Donald a mediados de 1910, el que figuraba, como administrador general ya en los registros de 1917. También por anotaciones que datan de 1913, se conoce que en la estancia predominaban principalmente los trabajadores de origen británico.
La Compañía estableció una actividad pastoril sólida, empero, no dio cumplimiento a ninguna de las obligaciones contraídas como cesionaria de las concesiones originales, entre las cuales, estaba la de habilitar un puerto para carga y descarga en la desembocadura del rio Cisnes, estructura que debía unirse con la estancia a través de un camino. También, como otra obligación, se contaba con la radicación de familias de colonos sajones, por lo que el incumplimiento de tales cláusulas, motivó a la caducidad del arrendamiento fiscal de los terrenos, ello, en 1918.

### Orígenes de la estancia
Una vez caducada la concesión, los derechos fueron traspasados a John Dun, quien apenas otorgado los permisos, concluye los acuerdos que dan origen a la Sociedad Ganadera de Rio Cisnes. Así, se forma el primer directorio de la sociedad, y aparece nuevamente H.D. Brand quien fue ratificado como administrador de la Estancia alto Río Cisnes, y confirmado en 1919 por Dun. De tal manera, la estancia funcionó de forma regular los años siguientes, y la nueva sociedad pareció tomar las cosas con seriedad. Se instaló una radio estación y gracias a esta, la estancia de Alto Rio Cisnes quedó en comunicación con Puerto Aysén, y así, con Chile y el mundo. 
Por varios años la Estancia, y en general, el modelo de compañías ganaderas en la región, funcionó de gran manera, aunque históricamente, la región de Magallanes fue el principal exportador de lana en Chile. Esta Región produjo diez veces más lana que Aysén en su mejor momento, siendo la época de mayor demanda el período de guerras mundiales. Los presagios de la Primera Guerra Mundial y su posterior estallido, hicieron que el precio de la lana subiera y se convirtiera en un buen negocio, y en efecto, los principales países que demandaban lana eran Gran Bretaña, Alemania, Francia y Rusia, aunque también una gran producción se comercializaba en el país. Una vez terminada la Segunda Guerra Mundial, la lana tuvo una fuerte baja en su precio. La reactivación de la producción industrial, en este caso de fibras sintéticas como el nylon y el acrílico, complicó la producción de lana, lo que afectó eventualmente el negocio.

## Descripción
La Casona Fundacional Estancia Alto Río Cisnes data aproximadamente del año 1932. Sus edificaciones se ordenaban a partir de la Casa de la Administración (Casona Fundacional). Luego, de manera jerárquica, se ubicaban la Casa de los Trabajadores, la Escuela, la Capilla y el Galpón de Esquila, de imponentes dimensiones. Este inmueble es considerado como una obra de suma relevancia histórica, y da cuenta del proceso de colonización de Aysén. Por otra parte, se enmarca en un contexto único, en donde el Estado chileno reafirma su presencia y potestad sobre dicho territorio. Posee además, un gran valor arquitectónico, el cual, es un vestigio material de los pioneros que habitaron con esfuerzo y tesón esas tierras. La construcción, es un remanente del antiguo sistema de concesiones, el cual, sumado con la ocupación espontánea, constituyen dos hitos fundamentales para el poblamiento de la región. En cuanto a la distribución y arquitectura de la estancia, estas representan un ejemplo clásico de la forma de construcción de la época, sobre todo en la Patagonia Chilena, y el ordenamiento espacial responde al modelo anglosajón de estancias, el cual, sumado a la inédita labor que realizaron los colonos en la región, fundando pueblos, abriendo rutas, despejando terrenos para el cultivo y la ganadería, logró que el Estado pudiera regularizar las situaciones y extender su presencia a través de distintas instituciones. De modo que, para 1927, se crea el Territorio de Aysén, que diez años después pasó a ser una provincia de Chile. A pesar de esto, Aysén conservaría por muchos años el carácter de frontera abierta, territorio de colonización al empuje de nuevos pioneros.

### Arquitectura
La Casona Fundacional Estancia Alto Río Cisnes , cuenta con una superficie de 720 metros cuadrados desarrollados en dos niveles Esta estructura fue construida en mampostería de ladrillo, piso de madera, techumbre de zinc, y sus muros son de adobe cubiertos con arpilla y papel de diario  Según algunos relatos, fue una amplia y cómoda casa de administración.

## Después de la concesión
Para 1968, la edificación pasa a ser Escuela Pública para la educación de los trabajadores de la estancia, transformándose en una Cooperativa Campesina, en el marco de la Reforma Agraria de Chile. Posteriormente, en manos de la I. Municipalidad de Lago Verde, albergó las funciones de posta y hospedaje. Actualmente, se encuentra deshabitada y en manos del Ministerio de Bienes Nacionales, y existe la intención de recuperar la antigua casa del administrador (Monumento Nacional Casona Fundacional Estancia Río Cisnes) que a la fecha se encuentra con recomendación favorable para efectuar el diseño por parte del Ministerio de Obras Públicas y, precisamente a través de su Dirección de Arquitectura.